# نیکلاس کوستانتینی
نیکلاس کوستانتینی (انگلیسی: Nicholas Costantini؛ زادهٔ ۳۱ ژوئیهٔ ۱۹۸۹) بازیکن فوتبال اهل ایتالیا است.
از باشگاه‌هایی که در آن بازی کرده‌است می‌توان به باشگاه فوتبال جنوآ و باشگاه فوتبال ترنانا اشاره کرد.
وی همچنین در تیم ملی فوتبال زیر ۱۷ سال ایتالیا بازی کرده‌است.